# Travnik
Travnik (szerbül Травник / Travnik, latinul Herbosa) város és község (járás)  Bosznia-Hercegovina középső részén, a Bosznia-Hercegovinai Föderációban. A Közép-boszniai kanton székhelye. Lakóinak száma 56 000 fő, de a vele gyakorlatilag egybeépült Vitez és Novi Travnik községekkel együtt a 120 000 főt is meghaladja. 

## Földrajz
A Lašva folyó partján, a Vlašić és a Vilenica hegyek által határolt völgyben fekszik.

## Története
A települést az aranymosással foglalkozó rómaiak alapították. Vára a 13. és a 15. század között épült, de komoly szerepet csak a török időkben játszott. 1699-től vezírszékhelyé vált, ezzel Bosznia legfontosabb városa lett. Ebből az időből származik Travnik Vezírváros elnevezése. 1850-ben a vezírek központja Szarajevó lett, ezzel Travnik virágkora lezárult. 1878-tól a Monarchiához tartozott, az első világháborút követően a Szerb-Horvát-Szlovén Királyság része volt, majd a második világháború után Tito Jugoszláviájának része lett. 1992 óta a független Bosznia-Hercegovina városa.

## Látnivalók

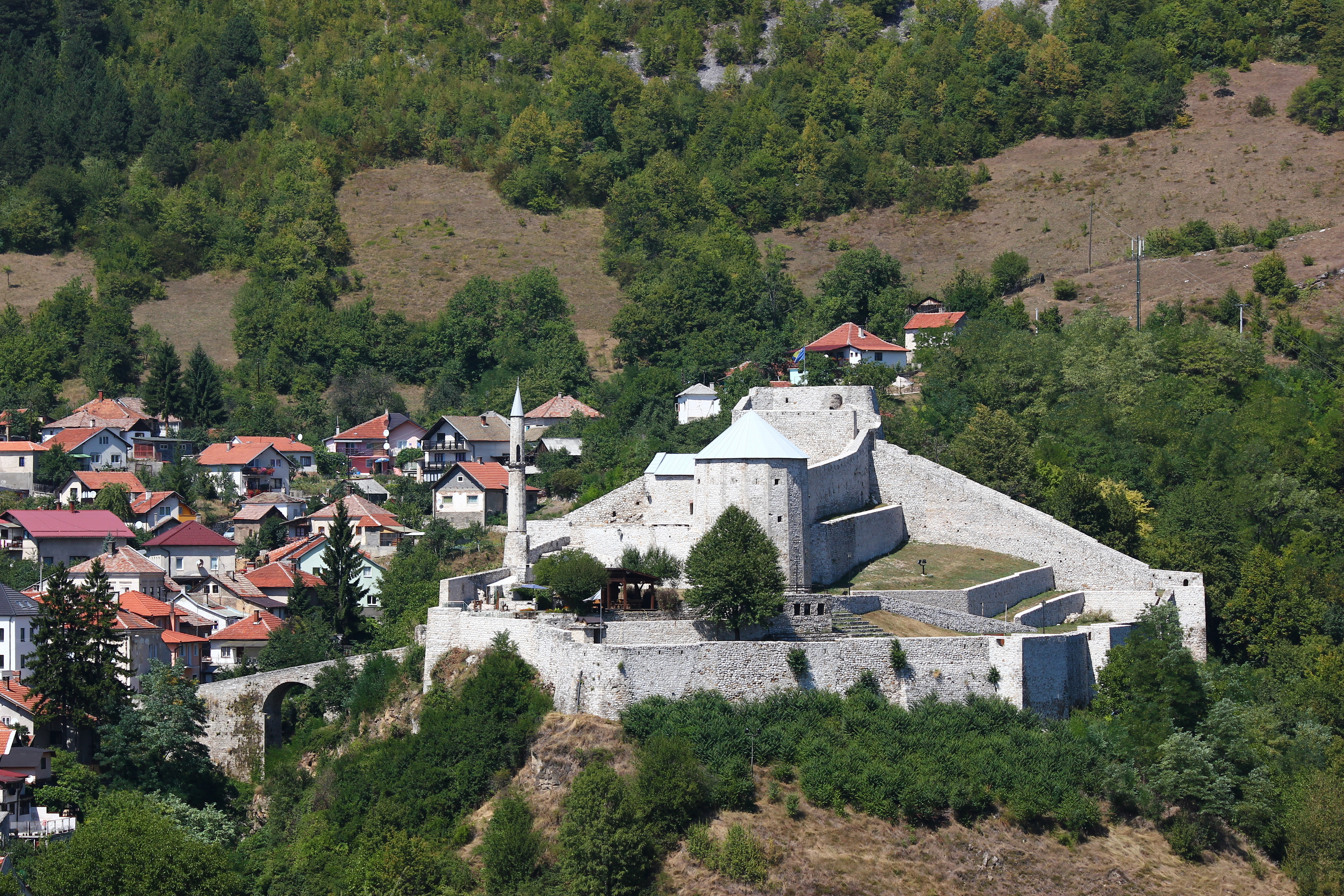
A travniki vár

Travnik egykori virágkorából sok látnivalót őrzött meg. Itt található az ország egyik legszebb dzsámija a Šarena, azaz Tarka Dzsámi, melynek földszintjén egykor vásárcsarnok működött. A város egyik legkellemesebb helye a Plava voda, azaz Kék víz – egy hatalmas karsztforrás – köré kávézók sora települt. Travnik első európai stílusú épületét a magyar Galantay Gábor építtette.
- Šarena (Tarka) Dzsámi
- Plava voda (Kék víz)
- Elči Ibrahim-Pašina Medresza
- Travniki vár
- Alsó-Čaršija óratorony
- Ivo Andrić szülőháza
- Hafizadić-ház
- Lukačka Dzsámi
- Ortodox templom
- Petar Barbarić Római Katolikus Iskolaközpont
- Travniki vezírek és nemesek türbéi
- Hadzsi Ali-bég Dzsámi
- Felső-Čaršija óratorony

A település közelében található a Guča Gora kolostor.

## Turizmus
A város nevezetességei mellett sokan keresik fel a Vlasics-hegyvidéket, ahol télen síelni is lehet.

## Híres emberek
- Itt született Ivo Andrić Nobel-díjas író.
- Itt született Miroslav Blažević labdarúgó, edző.